# Castañeda Hotel

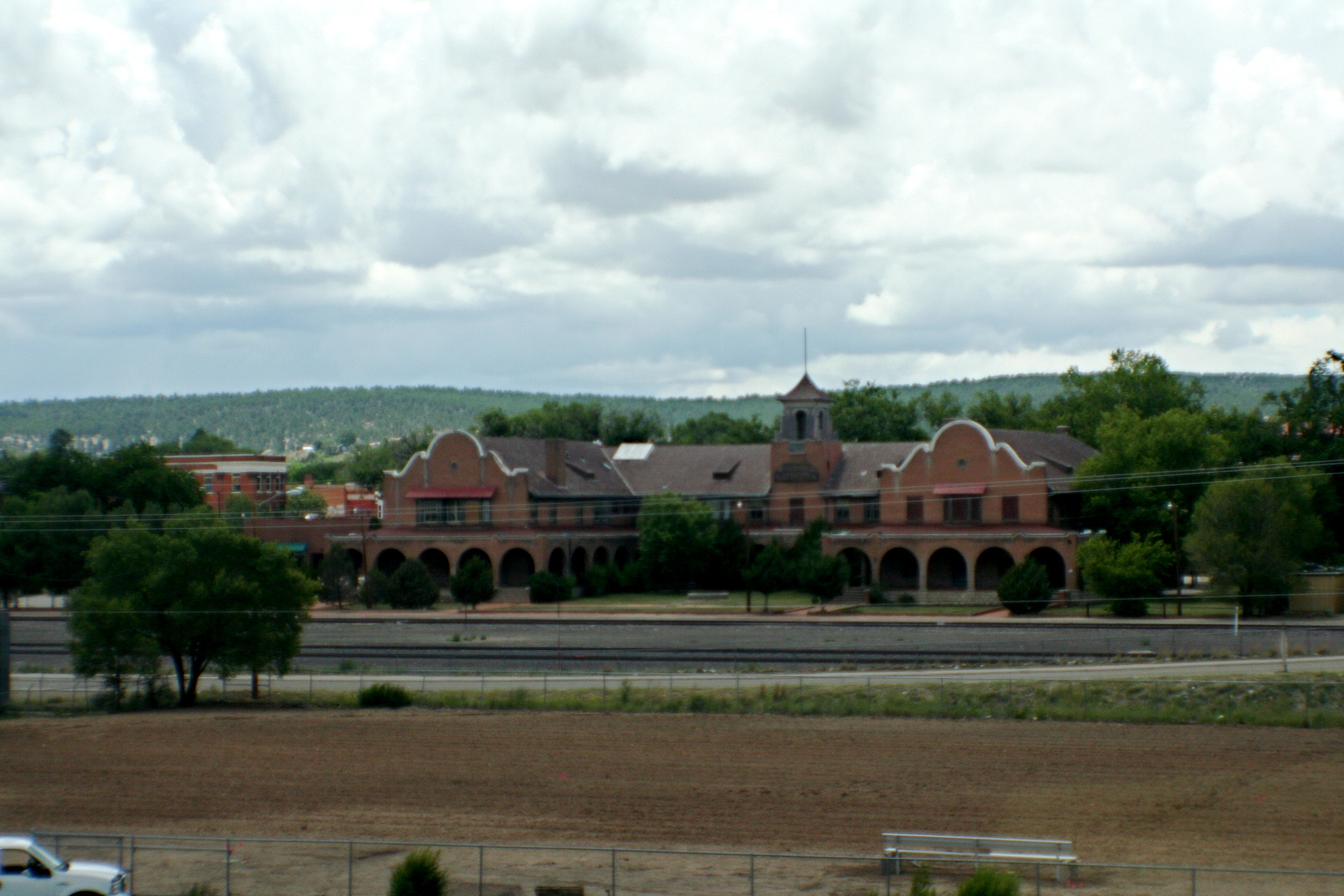
Castañeda Hotel, 2010

Castañeda Hotel, ofta stavat Castaneda Hotel, är ett hotell i Las Vegas i New Mexico i USA. Det öppnades 1891 som ett lyxhotell vid järnvägsstationen i östra delen av den då blomstrande staden Las Vegas i konkurrens med Plaza Hotel vid den centrala plazan i västra delen av stan.
Det är byggdes av Fred Harvey Company i Mission Revival-stil efter ritningar av  Frederick Roehrig (1857–1948) och låg granne med dåvarande Atchison, Topeka and Santa Fe Railways järnvägsstation. 
Castañeda Hotel stängde 1948 och låg mestadels öde fram till 2014, då det köptes av Allan Affeldt och Tina Mion (född 1960), som ägde La Posada Hotel i Winslow i Arizona. Det återöppnades 2019 efter en omfattande renovering.

## Bildgalleri

1903–1904
Västra fasaden från parkeringsplatsen, 1978
Östra sidan